# Ziehvater
Als Ziehvater wird (vor allem im Österreichischen) ein Mann bezeichnet, der vorübergehend oder dauerhaft ein Kind anderer Eltern aufnimmt und die Stelle des Vaters einnimmt, indem er das Ziehkind betreut und großzieht.
Der Begriff gilt heute als veraltet und wird teils auch synonym gebraucht zu Stiefvater oder Pflegevater, wobei deren rechtliche Situation als eindeutig gelten kann. So wird als Stiefvater oder Stiefmutter automatisch derjenige bezeichnet, der mit einem Elternteil des Stiefkindes verheiratet ist. Ein Pflegevater bzw. eine Pflegemutter nimmt hingegen eine gesonderte rechtliche Stellung ein. Zudem ist der Ziehvater gegenüber dem Adoptivvater abzugrenzen.
Teils wurde der Ziehvater früher auch mit dem ebenfalls als veraltet geltenden Begriff Nährvater bezeichnet.
Der Begriff in der Bedeutung des Ziehvaters in der Vaterrolle ist nicht zu verwechseln mit der davon abgeleiteten, zweiten Bedeutung des Begriffs als Ziehvater in der Mentorenrolle, mit der ein unterstützender Begleiter mit Vorbildwirkung (Mentor, Lehrmeister, akademischer Lehrer) bezeichnet wird. Siehe auch den Begriff Doktorvater.